# Рибейра-ду-Фарриу
Рибейра-ду-Фарриу (порт. Ribeira do Fárrio)  —  район (фрегезия) в Португалии,  входит в округ Сантарен. Является составной частью муниципалитета  Оурен. По старому административному делению входил в провинцию Бейра-Литорал. Входит в экономико-статистический  субрегион Медиу-Тежу, который входит в Алентежу. Население составляет 900 человек на 2001 год. Занимает площадь 20,92 км².